# Dictyodendrilla nux
Dictyodendrilla nux är en svampdjursart som först beskrevs av de Laubenfels 1950.  Dictyodendrilla nux ingår i släktet Dictyodendrilla och familjen Dictyodendrillidae. Inga underarter finns listade i Catalogue of Life.